# 班清考古遺址
班清考古遺址為一處位於泰国東北部烏隆府農漢縣的考古遺址。遺址長1,350（4,430英尺），寬500（1,600英尺），面積67.36公頃（166.5英畝），於1966年8月發現。1974－1975年宾夕法尼亚大学博物館與泰國藝術廳合作進行大規模挖掘，泰國政府於1975年成立「班清國家博物館」。班清考古遺址於1992年第16屆世界遺產委員會通過列入《世界遺產名錄》。
班清考古遺址為青銅器文明，其年代尚未有統一說法，保守估計至少有3,500年歷史。聯合國教科文組織指出，班清考古遺址是迄今東南亞已發現最重要的史前聚落，出土文物的數量和種類上也是東南亞最豐富的。2008年1月爆發轟動一時的美國聯邦執法人員破獲文物走私集團案件，牽涉加州多家博物館，查獲超過一萬件被掠奪的文物，其中許多來自班清。之後經過幾年努力，美國將班清文物為主的九百多件古文物歸還泰國。

## 歷史沿革

### 發現
1966年8月，哈佛大学主修政治学的學生史蒂芬·楊（Stephen B. Young）為了準備高級榮譽論文，暫住班清進行訪問。楊會說泰語，熟悉威爾海姆·索爾海姆（Wilhelm G. Solheim）的著作，以及索爾海姆對東南亞文明古代可能起源之推論。某日，楊和他的助手——一位鄉村學校的美術老師，走在班清的一條小路時，楊被一棵木棉樹的根絆倒，發現了一個暴露出頂部一小部分的中小型陶罐。楊將陶罐小心挖掘出帶回研究，發現陶罐用慢火燒製，而且年代久遠，器皿表面的設計相當特殊。他將陶罐樣本寄給曼谷一家私人博物館——蘇安·帕卡德宮殿博物院的潘蒂普·丘博特（Phanthip Chumbote），以及泰國藝術廳的秦于迪（Chin Yu-Di，音譯）:25-32。之後，福特基金會的藝術史學家伊麗莎白·萊昂斯（Elisabeth Lyons）將從班清取得的陶片送到賓夕法尼亞大學鑑定年代。不幸的是，消息走漏讓人們得知此處有數千年歷史的美麗陶罐，引發民眾來此瘋狂挖掘:25-32。

### 初步挖掘
泰國藝術廳在1960年代末期至1970年代初期進行幾次小規模考古發掘。發現骨骼、青銅器物和大量的陶罐。另外找到米的碎粒，以此推測此地青铜时代的定居者可能從事農耕。原先此地年代最久遠的墳墓可追溯到铁器时代，但墓葬物不包括青銅器物，因此推測這些青銅器物歸類於新石器时代時期。:25-32

### 1974－1975年挖掘

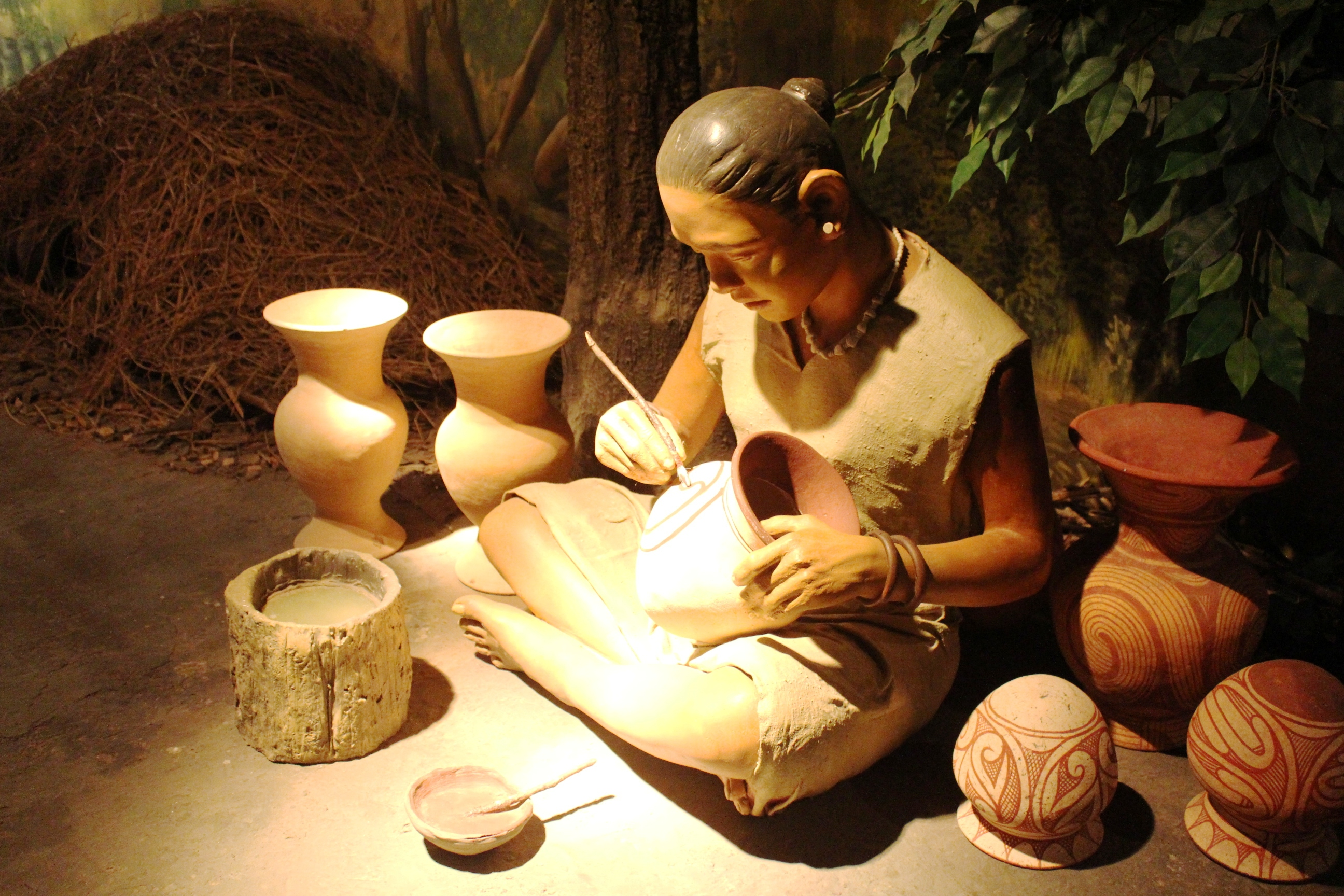
重現古代班清文化的樣貌：一位女士正在罐子上繪畫，於陶班清國家博物館展出

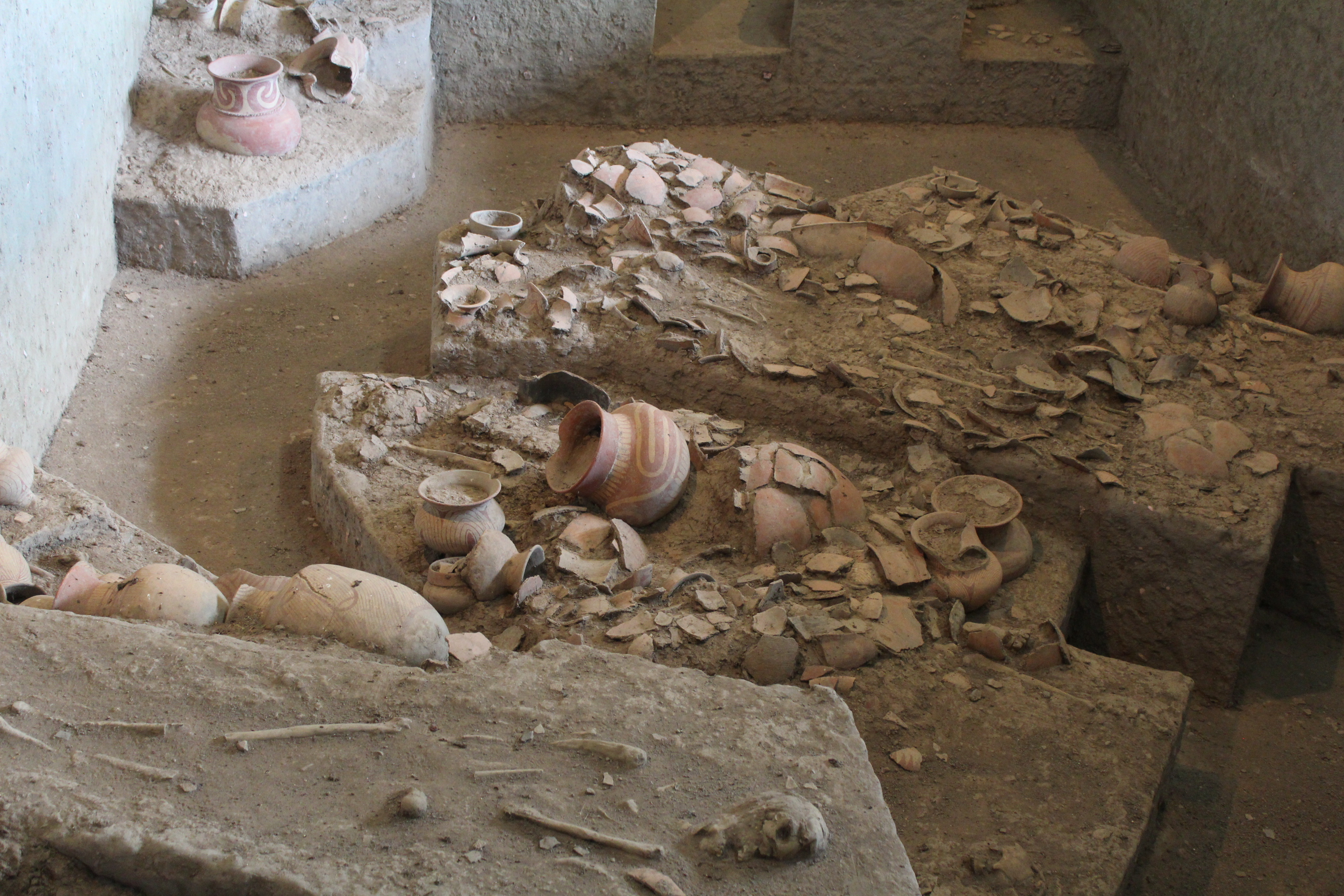
弗西邁寺距離班清國家博物館約700 m，此處為唯一未遭民眾掠劫的考古遺址。展示墓葬的陶器與其他器物

班清第一次有系統的挖掘由賓夕法尼亞大學博物館與泰國藝術廳共同發起，由切斯特·戈爾曼與皮西特·查龍旺薩（Pisit Charoenwongsa）共同主持計畫。其目的不僅在於調查該遺址，並且對泰國和西方考古學家培訓最新技術。由於先前的劫掠，當時已找不到未受破壞的區域，調查後聚焦在兩個相距100（330英尺）的區域。調查的成果比先前預期豐富許多，包括引發諸多重視的獨特紅底陶器，其年代被證明是較晚期的（前300年－200年），許多值得注意的陶器和文物在此下方地層。更令人興奮的是，挖掘發現坩堝和其他其他金屬加工物，證明班清的定居者很早就開始生產金屬製品，這些製品不是由其他地區交易而得。出土的青銅器物包括手鐲、戒指、腳鍊、線、棍子、矛、斧、鋤、鉤、刀和小鈴鐺。經過兩個季度的挖掘，計有六噸陶器、石頭和金屬製品被送至賓夕法尼亞大學博物館進行分析。

### 班清國家博物館
1972年3月20日泰國國王拉瑪九世與詩麗吉王后訪問班清考古遺址，引發人們對保護班清文物的意識，當時該遺址正面臨走私文物的問題，泰國藝術廳於1975年成立班清國家博物館，1981年開放參觀，1987年擴建博物館，2006年翻新建築。
博物館重現約700（2,300英尺）外一處名為弗西邁寺（Wat Pho Si Mai）的挖掘過程，模擬在挖掘過程中發現的班清文化文物、骨骼。博物館的藏品亦包括乔伊斯·怀特博士策劃的巡迴展覽，名為「班清，發現失落的青銅時代」，這批文物原本於國際巡迴展出，1987年後成為班清國家博物館的永久展覽品。博物館的展品依年代分為三個主要時期、六個子時期，另外還包括一般性訊息、挖掘歷史等。博物館的文物也以虛擬博物館網站形式展現。

### 走私文物案件
班清考古遺址在2008年1月成為多家國際媒體的頭條新聞，牽涉從泰國走私古文物至美國的犯罪集團，以及加州多家博物館在知道走私內情的情況下，仍接受捐贈之醜聞。當時發現來自班清和泰國其他史前遺址的一萬餘件古文物，至少被五個加州的博物館收藏。2008年1月24日聯邦執法人員兵分13路，對多個地點進行突擊搜索，從而揭露此案件。此為一項已秘密布局5年，代號「古代行動」的聯邦調查計畫之收網行動。此案件經過數年的偵辦，兩人遭定罪，並促成一家私人藝術畫廊與兩家博物館，將班清文物為主的九百多件古文物歸還泰國
。曼谷郵報稱「在泰國和美國當局的艱苦努力下，從考古遺址掠奪的古文物已被歸還」，泰國政府歡迎這些文物歸國。

## 考古發現

### 人類遺骸所揭示的生活方式

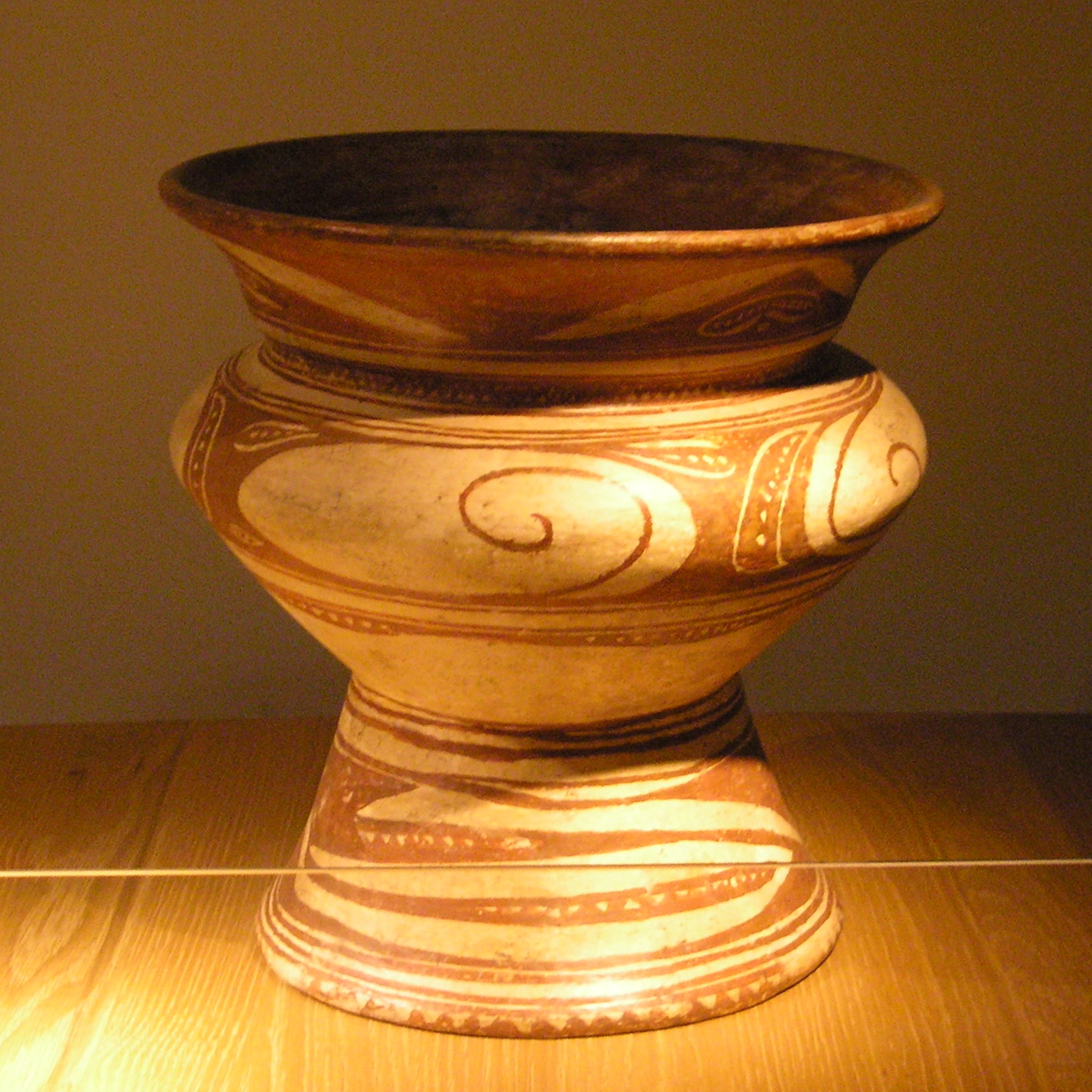
班清文化彩繪陶壺，約前210－前200年，柏林亞洲藝術博物館收藏

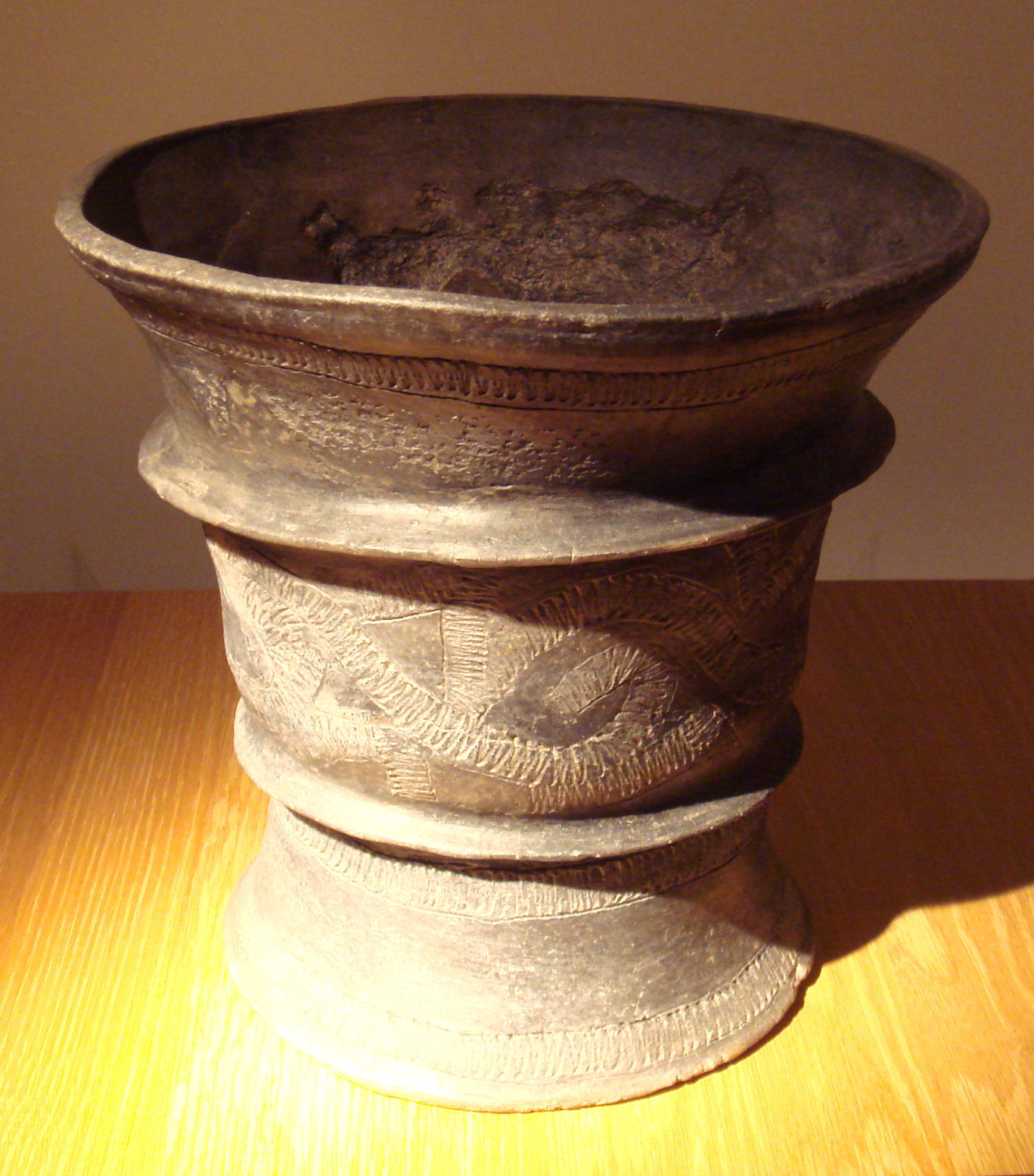
棕色陶盆，約前1200－前800年，柏林亞洲藝術博物館收藏

在1974－1975年的挖掘中，至少發現142座不同的墓葬。這個地方通常被稱為「墓地」（cemetery site），研究表明死者被埋在住宅旁邊或下面，這種做法被稱為住宅埋葬（residential burial）。根據邁克爾·皮特羅謝斯基（Michael Pietrusewsky）與米歇爾·托梅·道格拉斯（Michele Toomay Douglas）對人類遺骸的分析，這些遺骸生前生活積極、充滿活力，沒有任何暴力或戰爭的跡象。他們以混合農業、狩獵、採集的方式維生，同時已知冶煉金屬。由於遺址內未發現金屬武器，可以推測人類在此生活期間基本上屬於和平狀態。

### 年代鑑定
現階段班清考古遺址的年代仍有爭議。在1974－1975年於班清的發掘之後，切斯特·戈爾曼與皮西特·查龍旺薩（Pisit Charoenwongsa）發表了一篇文章，表示發現世界上最早青銅鑄造和鐵器加工年代的證據。班清文物的年代鑑定首次採用热释光測年技術，得出其年代為前4420－前3400年。此發現若為真，班清遺址將成為世界上已知最早的青銅文明，發現結果引發全世界高度關注。
當時，陶器的熱釋光測年是一種實驗性技術，而受測的樣本數量不多。包括如班農笏等地陸續的挖掘，證實先前對於班清的年代鑑定結果不精確。後來隨著大量文物出土，乔伊斯·怀特使用放射性碳定年法進行分析，測定班清文物的年代更可能是前2000－前1700年。從最底層墓葬的容器中，取出的水稻植硅体年代為前2100年，該容器沒有金屬殘留物。年代最新的墓葬年代約為公元200年。前2000年左右開始生產青銅器，這可由遺跡內的坩堝和青銅碎片證明。
另一方面，奥塔哥大学的查爾斯·海厄姆使用班清定居者的骨頭，以及墓葬處動物的骨頭進行對比分析。使用贝叶斯推断統計分析得到的測定結果，表明班清的最初定居年代為前1500年左右，約在前1000年進入青銅時代。
聯合國教科文組織委託國際文化紀念物與歷史場所委員會進行訪查，測量該遺址長1,350（4,430英尺），寬500（1,600英尺），面積67.36公頃（166.5英畝）。依據放射性碳定年法可追溯最早年代為前1495年，出土的古物年代在前1495－前900年之間，可證明人類在此從事農業耕種、飼養家畜、製作陶器與青銅器。

### 冶金

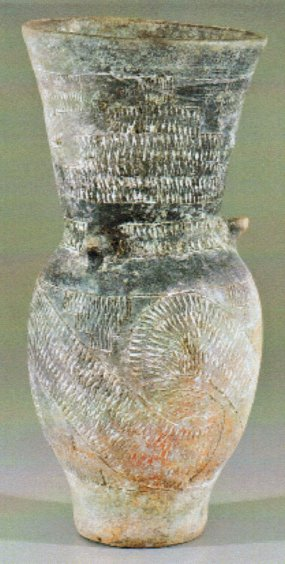
陶瓶，約前2100－前900年，檀香山艺术博物馆收藏

班清以及泰國東北部其他周邊村莊的地層發現許多青銅器物，依照喬伊斯·懷特的測年，約4,000年前的小村落裡已開始進行冶金。考古學家對此很感興趣，因為此地冶金活動在沒有軍隊與城邦的情況下發展出來，與許多古代社會發展冶金的歷程不同。:2-3
喬伊斯·懷特博士和伊莉莎白·漢密爾頓（Elizabeth Hamilton）合著一套四冊的班清冶金專刊，為涵蓋範圍最廣的班清學術研究。專刊揭示班清遺址以及泰國東北部其他三個遺址的冶金相關證據。這是泰國考古學系列的第二個專著，由賓夕法尼亞大學出版社出版，賓夕法尼亞大學考古與人類學博物館發行。
在專著中，懷特和漢密爾頓對金屬製品進行編目和分類，為班清年代学論述做出貢獻。他們通過創新的技術視角對金屬製品進行全面分析，以了解其社會背景。為此，他們藉由拓撲分布、金屬成分和製造技術的變化、現場生產活動的證據，金屬製品發現時所在沉積層的證據等，進行系統性的評估:1。不同地區的冶金工人對於金屬製品有很大影響，懷特和漢密爾頓發現此地的銅合金製品在村落中製造，並非在大型工坊:2。
懷特是班清研究的主要負責人，帶領賓夕法尼亞大學東南亞考古研究所（ISEAA）。該機構負責管理賓夕法尼亞大學博物館的班清研究計畫。研究計畫有一個開放数据库，提供班清及周邊遺址發現的金屬製品相關文物資料。金屬製品分為9類：手鐲、鋤/耙、刀、點、鈴、線/棒、扁平狀、無定形，和雜項；其他三個相關的分類為坩堝、模具和爐渣。金屬製品資料庫還記錄每個物件的製造時期與製作工藝分析。:2

## 世界遺產登錄
1992年12月，第16屆「世界遺產委員會」會議於美國聖塔菲召開，由泰國申報的項目「班清考古遺址」經大會通過，列入《世界遺產名錄》。聯合國教科文組織指出，班清考古遺址是迄今東南亞已發現最重要的史前聚落，出土文物的數量和種類上也是東南亞最豐富的，符合世界遺產所需具備的「突出的普世價值」（Outstanding Universal Value，OUV）。
该世界遗产被认为满足世界遺產登錄基準中的以下基準而予以登錄：
- （iii）呈现有关现存或者已经消失的文化传统、文明的独特或稀有之证据。

| 世界遺產編號 | 名稱         | 所在地                        | 保護範圍 | 緩衝範圍 |
| ------------ | ------------ | ----------------------------- | -------- | -------- |
| 575          | 班清考古遺址 | 17°24'27.979"N 103°14'15.32"E | 30公頃   | 760公頃  |

## 延伸閲讀
- Charles Higham; Thomas Higham; Roberto Ciarla; Katerina Douka; Amphan Kijngam; Fiorella Rispoli. . Journal of World Prehistory. 2011-12-10, 24: 227–274  [2022-03-27]. （原始内容存档于2022-04-09）.

- Charles Higham; Thomas Higham; Amphan Kijngam. . Antiquity. 2015-01-02, 85 (328)  [2022-03-27]. doi:10.1017/S0003598X00067971. （原始内容存档于2022-05-21）.

- Pietrusewsky, Michael; Douglas, Michele Toomay. . Asian Perspectives (University of Hawai'i Press). 2001, 40 (2): 157–178  [2022-03-27]. doi:10.1353/asi.2001.0023. （原始内容存档于2022-03-31）.

- White, Joyce. . Archeological Papers of the American Anthropological Association. 1995  [2022-03-27]. （原始内容存档于2022-04-02）.

- White, Joyce; Hamilton, Elizabeth. . Journal of World Prehistory. 2009-11-12, 22: 357–397  [2022-03-27]. （原始内容存档于2022-04-09）.

- White, Joyce; Hamilton, Elizabeth. . Philadelphia: University of Pennsylvania Press. 2018. ISBN 9781931707213.

- White, Joyce; Hamilton, Elizabeth. . Philadelphia: University of Pennsylvania Press. 2019. ISBN 9781931707787.

- White, Joyce; Hamilton, Elizabeth. . Philadelphia: University of Pennsylvania Press. 2019. ISBN 9781931707930.

- White, Joyce; Hamilton, Elizabeth. . Philadelphia: University of Pennsylvania Press. 2021. ISBN 9780934718400.

- White, Joyce; Hamilton, Elizabeth. . Archaeological Research in Asia. 2021-09, 27  [2022-03-27]. doi:10.1016/j.ara.2021.100305. （原始内容存档于2022-05-04）.

## 外部連結
- （英文）泰國觀光局－班清國家博物館 （页面存档备份，存于）
- （英文）（泰文）泰國藝術廳－線上班清國家博物館 （页面存档备份，存于）